# マグネシウム電池
マグネシウム電池とは負極にマグネシウムを使用する電池。東京工業大学の矢部孝らにより開発された。

## 概要
マグネシウムは海水から取り出すことが可能なため、資源の偏在が無く、豊富なため、次世代電池として期待されているが、負極材としてマグネシウムを使用する例は海水電池等で実用化されていたものの、いずれも一次電池であり、充電して利用する用途への実用化は後述する理由により遅れていた。
マグネシウム電池には複数の種類がある。
- 空気マグネシウム電池 - マグネシウムと空気中の酸素の電気化学反応により起電力を生じる。
- マグネシウム燃料電池 - マグネシウムを燃料のように連続的に供給する電池。
- 海水電池 - 電解液として海水を用いる一次電池
- マグネシウムイオン電池 - 正極に層間化合物を用い、マグネシウムイオンのインターカレーションを利用する[2]。
- 金属マグネシウム電池 - 負極にマグネシウムを使用する。
- 溶融塩マグネシウム電池 - 電解質として溶融塩を使用する。高温に維持しなければならない。
- 固体電解質マグネシウム電池 - 電解質としてイオン伝導性セラミックを使用する。

## 空気マグネシウム電池
マグネシウムと空気中の酸素の電気化学反応により起電力を生じる。

## マグネシウム燃料電池
マグネシウムを使うだけで、使い捨てのマグネシウム空気電池を燃料電池と誤解していることが多い。しかし水素燃料電池でもわかるように、燃料が持続的に供給できないものに、燃料電池という名前を使うことは誤解を招く。
　　ガソリン車のように持続的にマグネシウム燃料が供給される、従来のマグネシウム空気電池の概念を打ち破る燃料電池は2012年の特許許諾以来、多くの機構が矢部によって提案されてきている。特に2021年の円盤型燃料電池はもっとも実用化に近く、直径60cm高さ50cmで、重量26kgでありながら36kWhを実現可能とされている。同じ容量のリチウムイオン電池の1/10の重さである。
　　しかも、使い済みの燃料はレーザーでリサイクルすることができ、ガソリンよりも安く提供できる可能性があることが試算されている

## マグネシウムイオン電池
負極に金属マグネシウムを使用して充放電してもデンドライトが発生しないので高容量化が期待されるが、Mgイオンが2価の強いルイス酸性を有するためにMg塩が溶媒に溶解しにくいことや溶媒和が強いことから脱溶媒和反応が起こりにくいという課題もあり電極中ではMgイオンと酸素間で強いクーロン作用があるので電極中での拡散が遅い

## 溶融塩マグネシウム電池
電解質として溶融塩を使用する。高温に維持しなければならない。

## 二次電池化への取り組み
リチウムと比較すると資源が多いので二次電池として期待されるが、単位質量毎のエネルギー密度はリチウムの42.3 MJ/kgに対してマグネシウムは18.8 MJ/kgで半分以下であるものの、単位体積毎のエネルギー密度で比較するとリチウムの22.569 GJ/m3に対してマグネシウムはおよそ1.5倍の32.731 GJ/m3である。負極にマグネシウムを使用した時には金属リチウム充電池の開発時に問題になった低電流密度でのデンドライトが生じないので正極に層間化合物によるイオンのインターカレーションを利用せずに済むので体積毎の高容量化に有利になる。現時点では高エネルギー密度の負極材料の開発がボトルネックとなっており、実用化には至っていない。

### 課題
エネルギー密度が比較的高いため、二次電池の負極材としてマグネシウムを使用する事は古くから考えられていたが複数の理由で実用化には至っていない。以下の原因が考えられる。
- 充電時にマグネシウムイオンの還元時に電解質の分解に起因すると考えられる絶縁性の不動態層が形成されるため、サイクル寿命が下がる[12]。
- マグネシウムはイオンの大きさがリチウムよりも大きく、2価のイオンであるため、正極に層間化合物を利用した場合、拡散速度が遅く、電解質内でのイオン移動度が下がる。
- マグネシウムイオンに適した負極材料の開発が進んでいない。